# Dirkon
La Dirkon è una fotocamera di carta a foro stenopeico pubblicata per la prima volta nel 1979 dalla rivista cecoslovacca ABC mladých techniků a přírodovědců. Il primo modello è stato creato da Martin Pilný, Mirek Kolár, e Richard Vyškovský. La fotocamera è progettata solo per pellicole da 35mm e può fare al massimo 36 foto su un'unica pellicola.
Nel 2004 l'ABC ne ha pubblicata un nuovo modello, chiamato Rubikon, distribuita gratuitamente in internet. Nel 2009 è stata pubblicata la "Rubikon2". La fotocamera è montabile stampando un file PDF, che contiene le parti disegnate.